# Черниговский литературно-мемориальный музей-заповедник М. М. Коцюбинского
Черни́говский литерату́рно-мемориа́льный музе́й-запове́дник М. М. Коцюби́нского — литературно-мемориальный музей-заповедник в Чернигове, посвящённый жизни и творчеству выдающегося украинского писателя XX века Михаила Коцюбинского.

## История
В 1919 году жена писателя Вера Устиновна, собираясь в эвакуацию перед наступлением белых войск, передала литературный архив писателя в Черниговский музей украинских древностей. Вместе с архивом в музей вошли библиотека, бытовые вещи и мебель М. М. Коцюбинского. Всё это послужило основой для создания небольшого уголка в музее. К 15-й годовщине со дня смерти писателя в археологическом зале музея была развернута мемориальная выставка. В 1929 году усадьба была передана историческому музею. Первая экспозиция литературно-мемориального музея была размещена в трёх комнатах дома.
Черниговский литературно-мемориальный музей-заповедник был основан в 1934 году младшим братом писателя Фомой Коцюбинским (1870—1956), по материалам Черниговского исторического музея, и открыт для посетителей 8 ноября 1935 года в усадебном доме писателя.
Во время Второй мировой войны экспонаты музея были эвакуированы в Уфу. После освобождения Чернигова, в июне 1944 года музей возобновил работу.

## Описание
Структурно в музее функционируют четыре отдела: фондов и научно-образовательной работы (3-этажное здание), мемориальной экспозиции (мемориальная квартира в усадебном доме), литературной экспозиции (одноэтажный дом). Есть библиотека музея М. М. Коцюбинского. На территории усадьбы расположено два памятника Коцюбинскому — бюст (подробнее Усадьба М. М. Коцюбинского) и скульптура (см. ниже), скульптура главного фасада, памятники (бюсты на постаментах) сыновьям писателя — Юрию и Виталию.

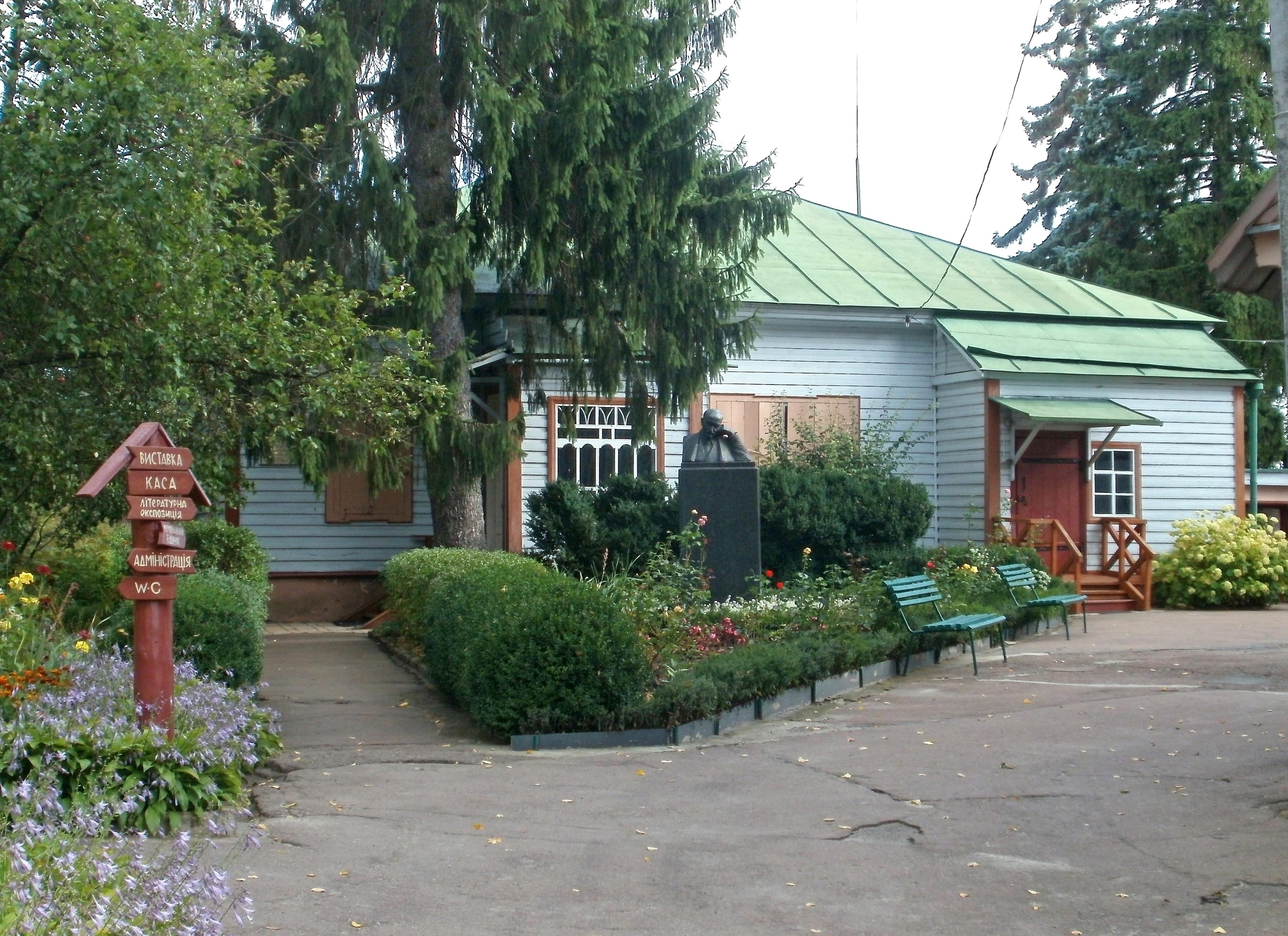
усадьба и бюст М. М. Коцюбинскому
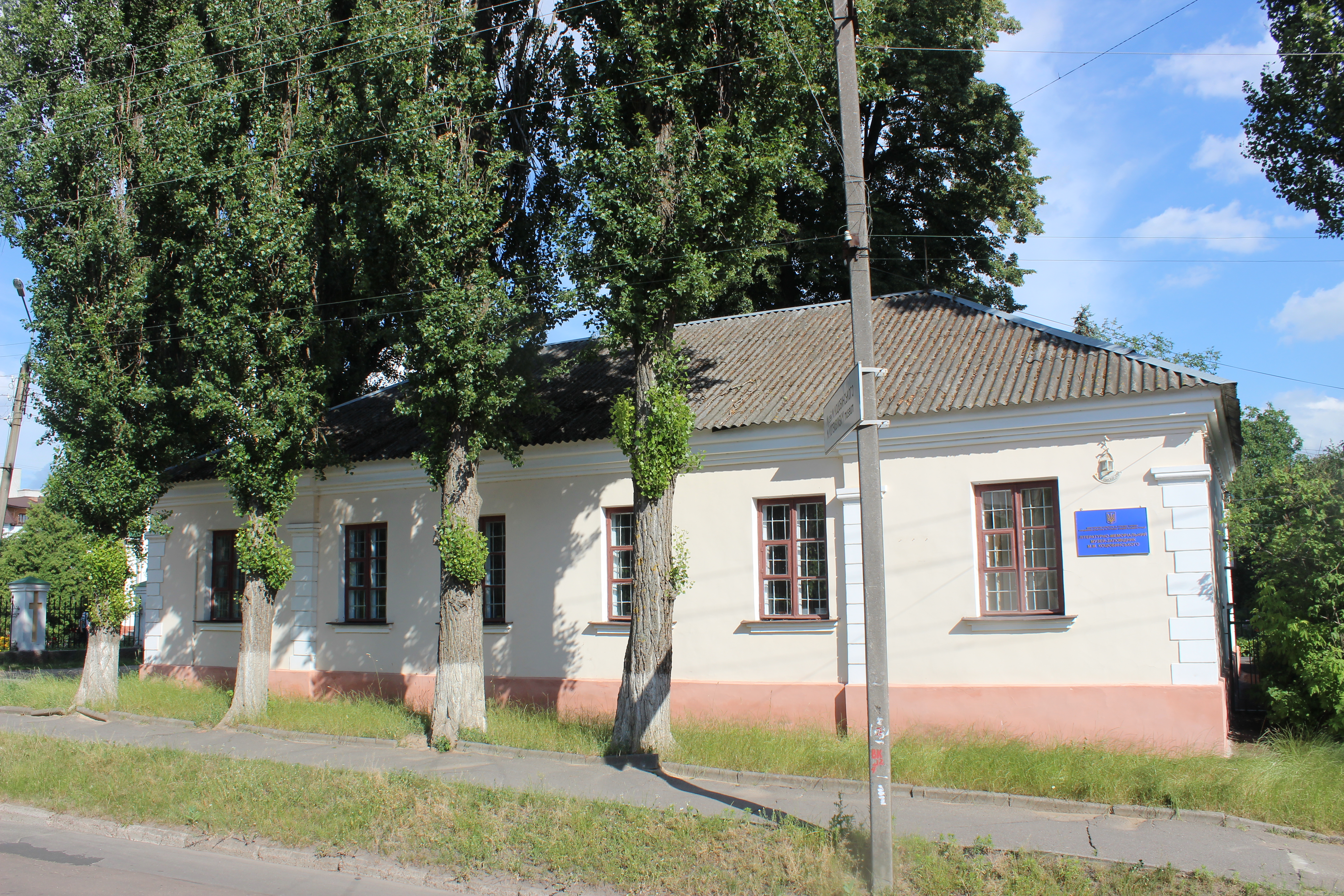
одноэтажный дом литературной экспозиции
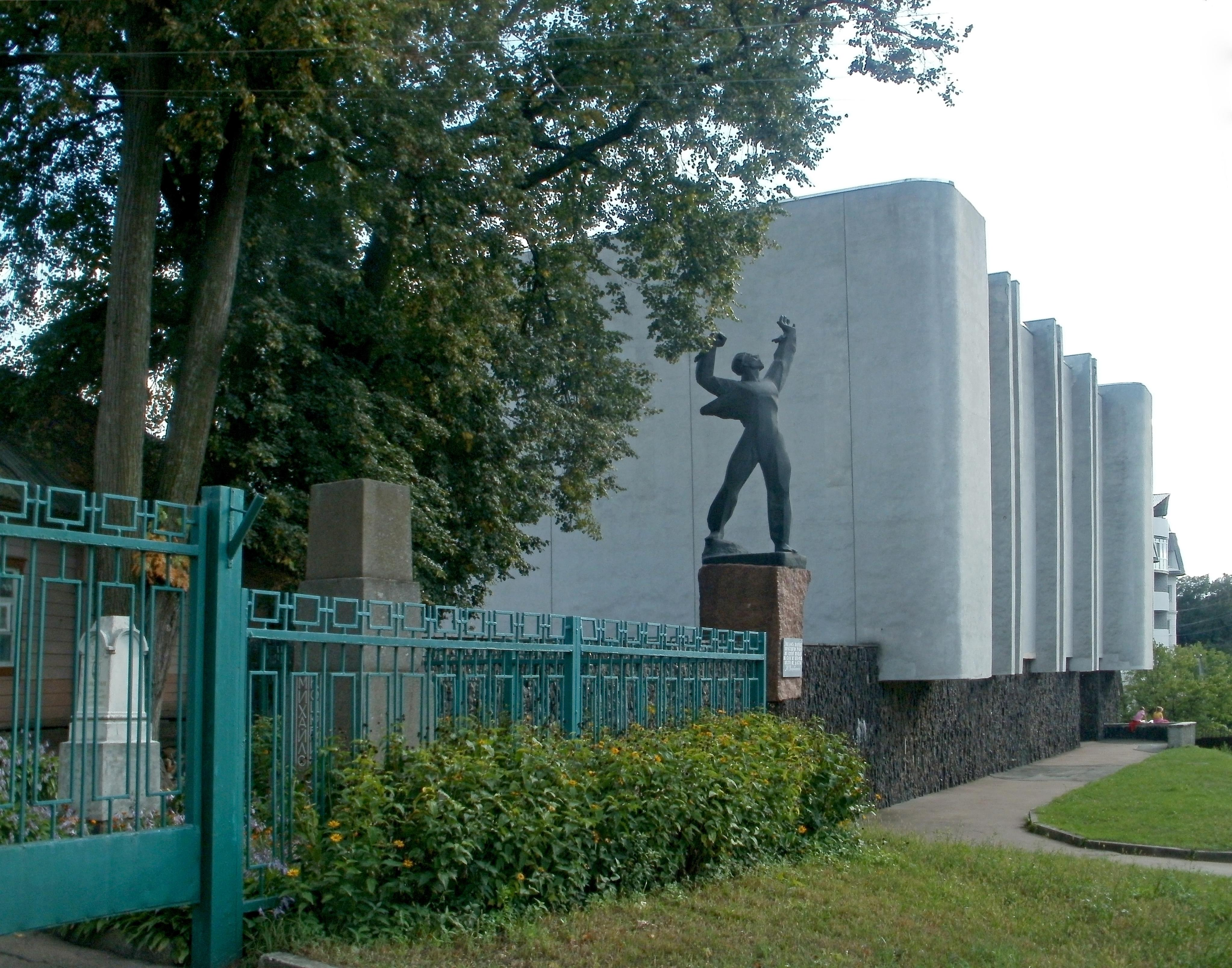
3-этажное здание музея и скульптура главного фасада
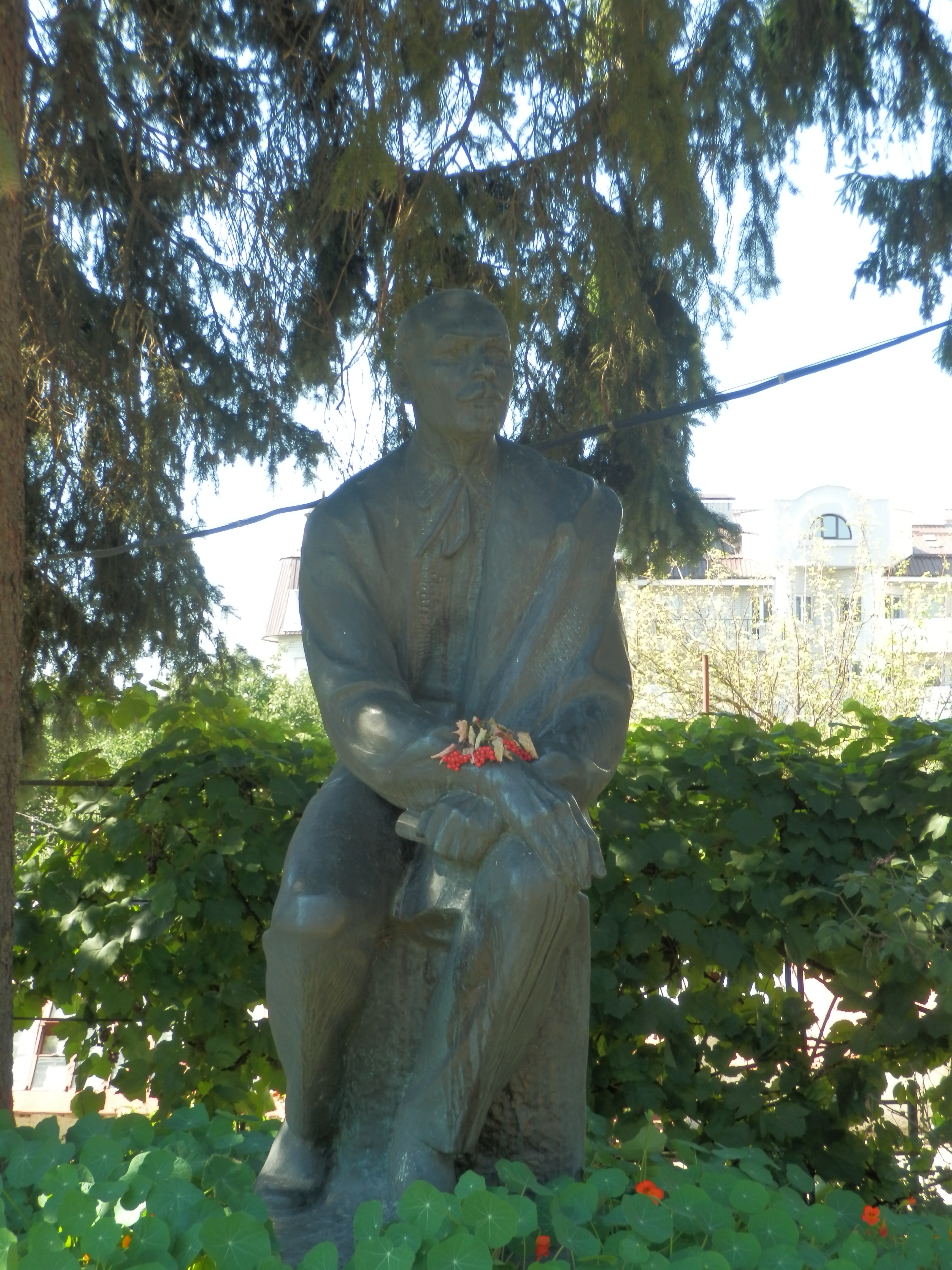
скульптура  М. М. Коцюбинского

Главная часть музея — мемориальная квартира Михаила Коцюбинского, открытая в усадебном доме в августе 1958 года. Здесь писатель жил в период 1898—1913 годы. Михаил Коцюбинский и его жена были похоронены (см. могила М. М. Коцюбинского) недалеко от их дома, на живописной Болдиной горе, где писатель любил отдыхать с семьёй при жизни. В мемориальном доме восстановлена обстановка, какой она была при жизни, что даёт представление о жизни и творчестве писателя и его семьи, предпочтениях, творческой работе, связях М. М. Коцюбинского с прогрессивными деятелями культуры, его роли как воспитателя литературной молодёжи. Мемориальная квартира включала три комнаты — спальня, столовая и гостиная с частью рабочего кабинета писателя. Большое количество вещей, окружавших Михаила Коцюбинского при жизни, было тщательно сохранено. Среди них: рукописи автора, фото, журналы, книги Коцюбинского и о нём, семейные реликвии, личные вещи писателя.
Гостиная писателя также служила рабочим кабинетом. Стол с письменным прибором, библиотека и мебель создают представление о работе писателя. Личная библиотека Коцюбинского насчитывает 1536 книг, среди которых произведения писателя, изданные при жизни, свыше 200 книг с дарственными подписями, например Максима Горького, В. Короленко, И. Франко, Панаса Мирного.
В экспозиции его бывшей столовой находятся изделия народных мастеров, собранные писателем. В 1983 году мемориальная экспозиция была расширена: были добавлены ещё две комнаты и кухня. В комнате дочерей писателя и его матери присутствуют некоторые интересные сувениры, которые Коцюбинский привозил детям из своих поездок. В кухне много домашней утвари, типологической для конца XIX — начала XX веков.
Рядом с мемориальным домом в 1958 году построен одноэтажный дом, где была размещена литературная экспозиция. Экспонаты литературной экспозиции отображают эпоху, в которой жил и творил Михаил Коцюбинский, его жизненный и творческий путь, его дружбу с деятелями русской и украинской культуры, становление и развитие традиций великого мастера художественного слова в украинской литературе. Здесь представлены фотографии Коцюбинского, писателей-предшественников и современников, копии рукописей, жандармских дел на писателя и итогов цензуры о его творчестве.
В 1982 году завершено строительство нового 3-этажного помещения, в котором в 1983 году открыто дополненную и расширенную экспозицию, здесь размещены фонды музея. Авторы проекта — архитекторы А. Ф. Игнащенко и Ю. М. Дмытрук, художественной экспозиции — художники В. Ф. Задорожный и Б. И. Плаксий, скульптура главного фасада — скульптор Ф. А. Коцюбинский.
Фонды музея насчитывают свыше 18,5 тысяч единиц хранения (рукописи и черновики произведений писателя, записные книжки, переписки, конспекты и планы произведений, личная библиотека). Здесь собрано 690 писем от Коцюбинского, 1465 писем адресованных Коцюбинскому, многочисленные фото с дарственными надписями. Значительную коллекцию составляют издания Коцюбинского в период советской власти, переводы его произведение на русский и другие языки, научные труды про жизнь и творчество писателя. В музее собраны иллюстрации к произведениям Коцюбинского множества украинских художников. В фондах хранятся также архивные материалы украинских писателей. Музей имеет фонотеку с более чем 80 записями, кинотеку из 13 документов, 8 художественных фильмов, созданных по мотивам произведений М. М. Коцюбинского, свыше 2000 микрофильмов.
В разделе «Писатель и современность» поданы материалы про экранизацию и инсценизацию произведений М. М. Коцюбинского: сценарии, афиши, кадры фильмов, сцены спектаклей. Музей предоставлял в советский период методическую и практическую помощь литературно-мемориальным музеям или комнатам области в разработке тематическо-экспозиционных планов, создании экспозиций, подготовке лекций-экскурсий и экскурсоводов на общественных началах. В экспозиционных залах проводятся смотровые и тематические экскурсии, которые сопровождаются демонстрированием фондовых материалов, документов и отрывков из художественных фильмов. Традиционно проходили литературные «субботы» М. М. Коцюбинского, детские литературные утренники, посвященные дню рождению и дню памяти писателя при участии литераторов Черниговщины. В 1986 году появилась новая форма работы — литературно-творческая гостиная творческой молодёжи; работали литературно-общественные лектории; проводились дни и недели музея на предприятиях.
В 1974 году на территории усадьбы была установлена скульптура М. М. Коцюбинского. Скульптурный портрет воспроизводит писателя в полный рост, который присел отдохнуть среди прекрасной природы с раздумьями о жизни, будущих произведениях, сложив на коленях натруженные руки. Изготовлена из оргстекла. Скульптор — Ф. А. Коцюбинский.